# Nyambeho (vattendrag i Burundi, Gitega)
Nyambeho är ett vattendrag i Burundi.   Det ligger i provinsen Gitega, i den centrala delen av landet, 60 km öster om huvudstaden Bujumbura.
Omgivningarna runt Nyambeho är en mosaik av jordbruksmark och naturlig växtlighet. Runt Nyambeho är det tätbefolkat, med 411 invånare per kvadratkilometer.